# 茨木市中央公民館プラネタリウム
茨木市立天文観覧室（いばらきしりつてんもんかんらんしつ）は大阪府茨木市にあったプラネタリウム。2023年8月20日に移転のため閉館した。

## 沿革
1973年（昭和48年）に中央公民館に併設して設置された。
2017年（平成29年）2月には公共施設をアートで飾る「HUB-IBARAKI ART PROJECT」で、市内在住の中島麦氏が宇宙をイメージして壁面をペインティングされた。
2023年（令和5年）11月26日に新施設・広場「おにクル」へ移転するため、同年8月20日に閉館した。

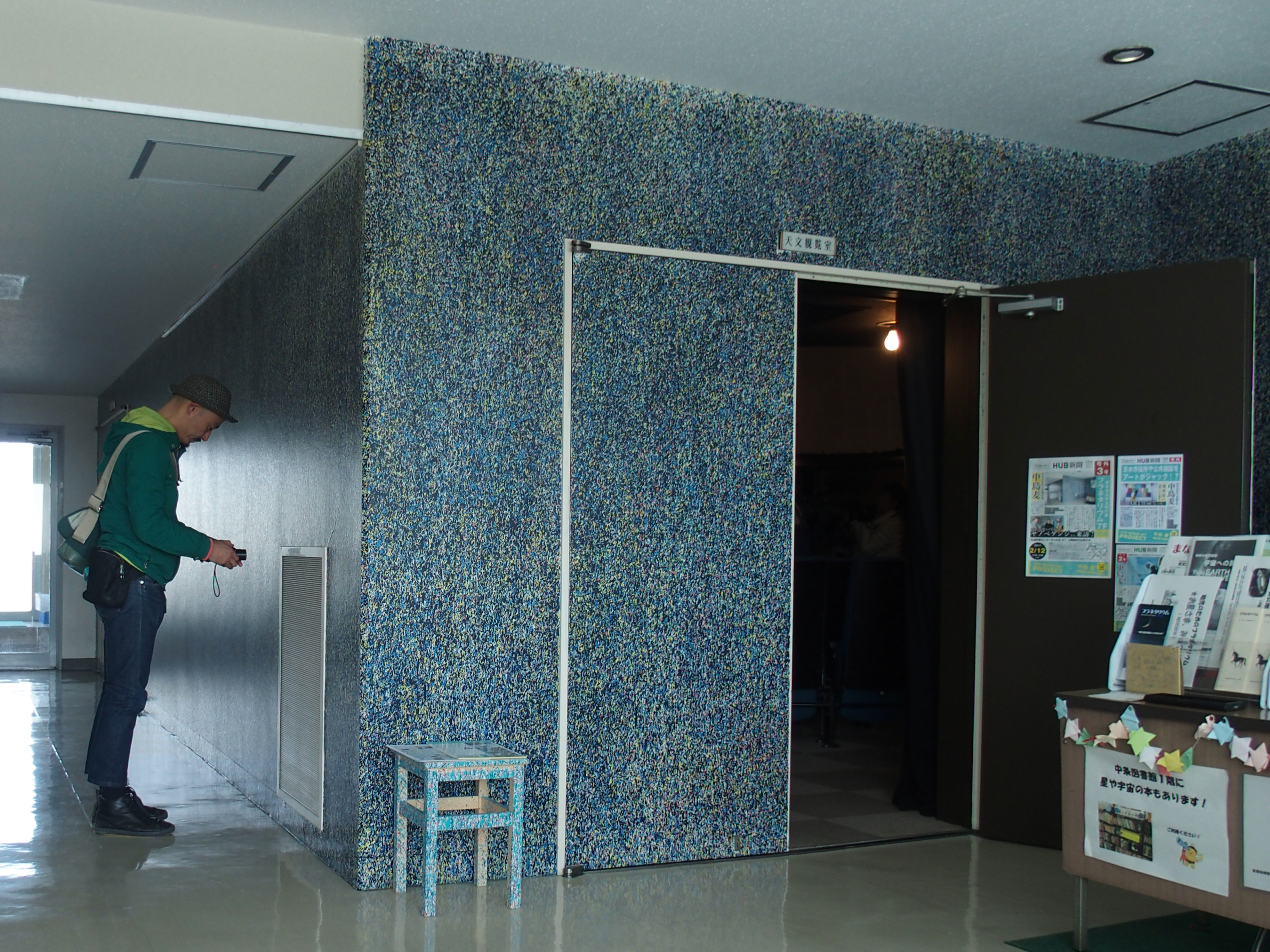
HUB-IBARAKI ART PROJECT 中島麦氏

## 施設

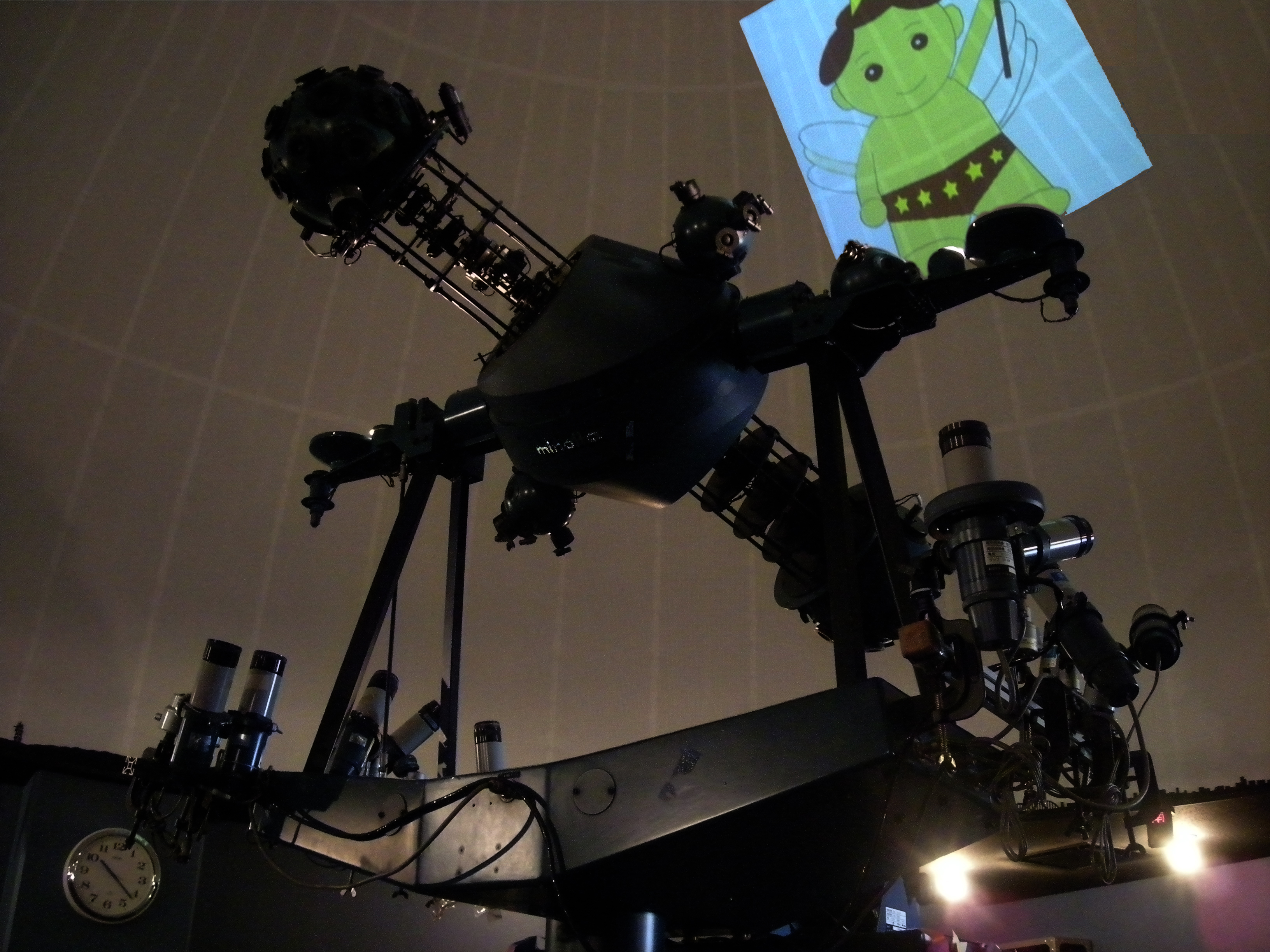
コニカミノルタプラネタリウム MS-8型
マスコットの「プラネタ童子」

- 直径8ｍ水平型ドームスクリーン　座席数57席
- コニカミノルタプラネタリウム　MS-8型　約6,000の恒星を投影。大阪府下現役最古として閉館まで投影されていた。

手動操作の投影機で生解説による投影を、2名のスタッフが毎月テーマを変えて行っていた。
定期的に「幼児のためのプラネタリウム」や「シニアのためのプラネタリウム」、また「市民天体観望会」を開催していた。

## 利用情報
現在は閉館しているため利用不可。

### 投影日
木・金　午後3時　（午前10時半・午後1時半は要予約）
土・日　午前10時半・午後1時半・午後3時
投影時間：約50分

### 休室日館
月・火・水・祝日・12月28日～1月4日
祝日と日曜が重なった場合は開室。
11月は設備整備のため休室。

### 入館料
一般　100円　4歳～中学生　50円
30名以上の団体
一般　80円　4歳～中学生　40円

## 交通アクセス
- JR京都線茨木駅より東へ徒歩約8分
- 阪急京都本線茨木市駅より西へ徒歩約10分